# Kościoły drewniane w Chiloé
Kościoły drewniane w Chiloé – grupa szesnastu drewnianych kościołów znajdujących się na wyspach archipelagu Chiloé, w południowej części Chile. Obiekty te zostały wpisane w 2000 na listę światowego dziedzictwa UNESCO. Stanowią jedyny w Ameryce Łacińskiej przykład drewnianej architektury sakralnej. Odzwierciedlają tradycję zapoczątkowaną przez wędrownych kaznodziei jezuickich w XVII i XVIII wieku, kontynuowaną i wzbogaconą przez franciszkanów w XIX wieku. Oprócz ucieleśnienia bogactwa kulturowego archipelagu Chiloé, kościoły te świadczą o udanym połączeniu rodzimej i europejskiej kultury i techniki oraz pełnej integracji jej architektury z krajobrazem i środowiskiem, a także o duchowych wartościach lokalnej społeczności.

## Historia
Archipelag został skolonizowany przez Hiszpanów w połowie XVI wieku. Pierwszymi misjonarzami, którzy ewangelizowali miejscową ludność byli mercedariusze. W latach 1608–1767 jezuici organizowali raz w roku trwające osiem miesięcy wędrowne misje, podczas których budowali nowe kaplice w różnych miejscach Chiloé. Po wydaleniu jezuitów ich prace kontynuowali franciszkanie. Dzięki ich wysiłkom oraz lokalnej, indiańskiej społeczności powstało co najmniej 150 drewnianych kościołów. Obecnie na wyspach zachowało się ich około 70. Kościoły budowano wzdłuż wybrzeża, aby ułatwić misjonarzom dotarcie do nich. Większość z nich znajduje na wniesieniach, by nie uległy podtopieniom. Najstarszy zachowany kościół pochodzi z 1764 i znajduje się w Achao, na wyspie Quinchao.
W 2000 podczas 24. sesji UNESCO 16 kościołów znajdujących się na archipelagu zostało wpisane na listę światowego dziedzictwa. Rząd Chile przy wsparciu Międzyamerykańskiego Banku Rozwoju wdrożył program od 2003 roku renowacji zaniedbywanych przez lata kościołów.

## Architektura
Kościoły zbudowano w całości z rodzimego drewna, z szerokim wykorzystaniem gontu. Ich charakterystyczny styl zawdzięcza umiejętnościom budowy łodzi rdzennych mieszkańców archipelagu. Są one szczególnie widoczne w formach i łączeniu wież oraz konstrukcjach dachowych. Wyróżniają się kolorami, dekoracją wnętrz, detalami architektonicznymi i obrazami religijnymi. Przed nimi odbywają się tradycyjne święta religijne, co dodatkowo podkreśla ich związki z morzem.

## Lokalizacja

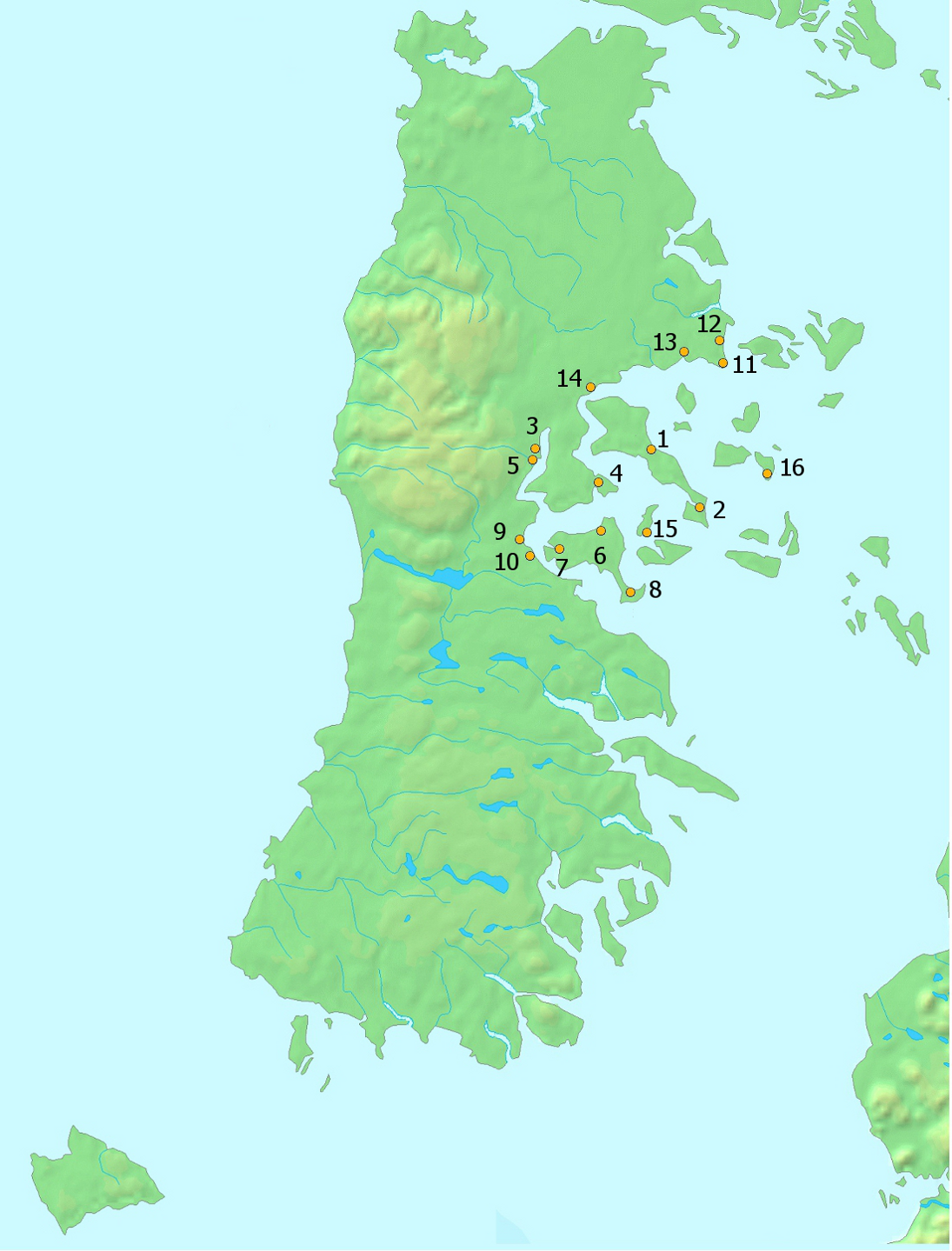
Lokalizacja Kościołów drewnianych w Chiloé. Liczby na mapie odpowiadają dwóm ostatnim liczbom z kodu nadanego przez UNESCO poszczególnych obiektom.

Wszystkie z szesnastu kościołów drewnianych wpisanych na listę światowego dziedzictwa UNESCO znajdują we wschodniej części archipelagu, z których dziewięć znajduje się na największej wyspie Chiloé. Pozostałe rozlokowane są na mniejszych wyspach; Quinchao, Lemuy, Chelín i Caguach.
| Kod     | Miejscowość | Gmina     |
| ------- | ----------- | --------- |
| 971-001 | Achao       | Quinchao  |
| 971-002 | Quinchao    | Quinchao  |
| 971-003 | Castro      | Castro    |
| 971-004 | Rilán       | Castro    |
| 971-005 | Nercón      | Castro    |
| 971-006 | Aldachildo  | Puqueldón |
| 971-007 | Ichuac      | Puqueldón |
| 971-008 | Detif       | Puqueldón |
| 971-009 | Vilupulli   | Chonchi   |
| 971-010 | Chonchi     | Chonchi   |
| 971-011 | Tenaún      | Dalcahue  |
| 971-012 | Colo        | Quemchi   |
| 971-013 | San Juan    | Dalcahue  |
| 971-014 | Dalcahue    | Dalcahue  |
| 971-015 | Chelín      | Castro    |
| 971-016 | Caguach     | Quinchao  |

## Galeria

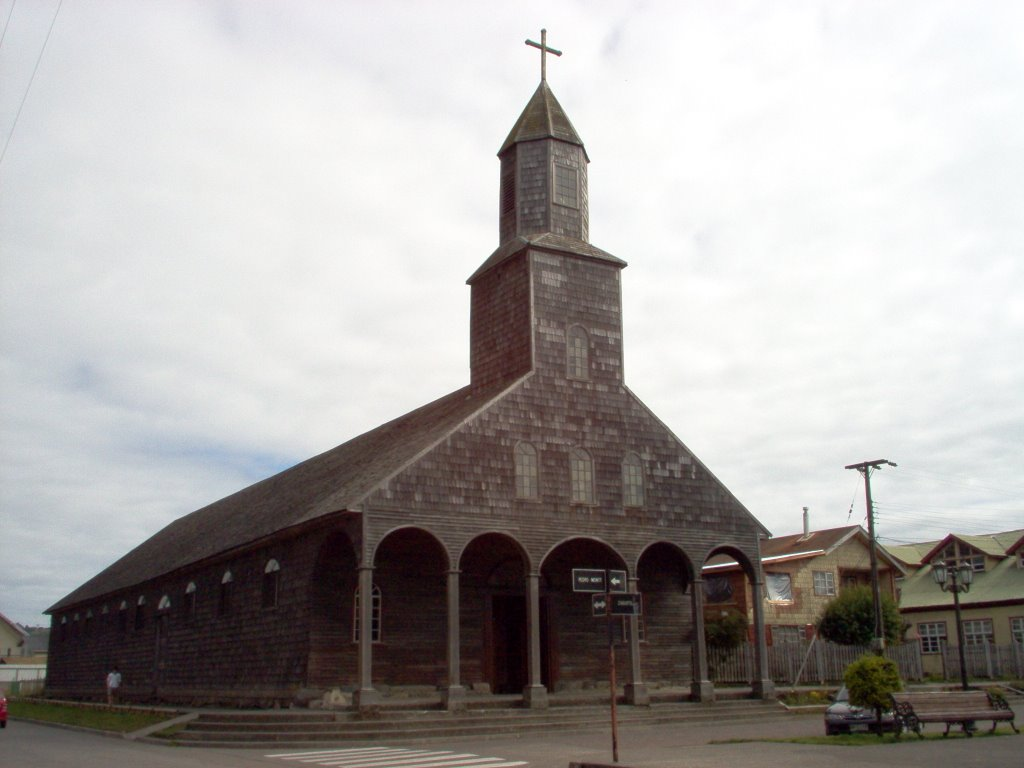
Kościół w Achao
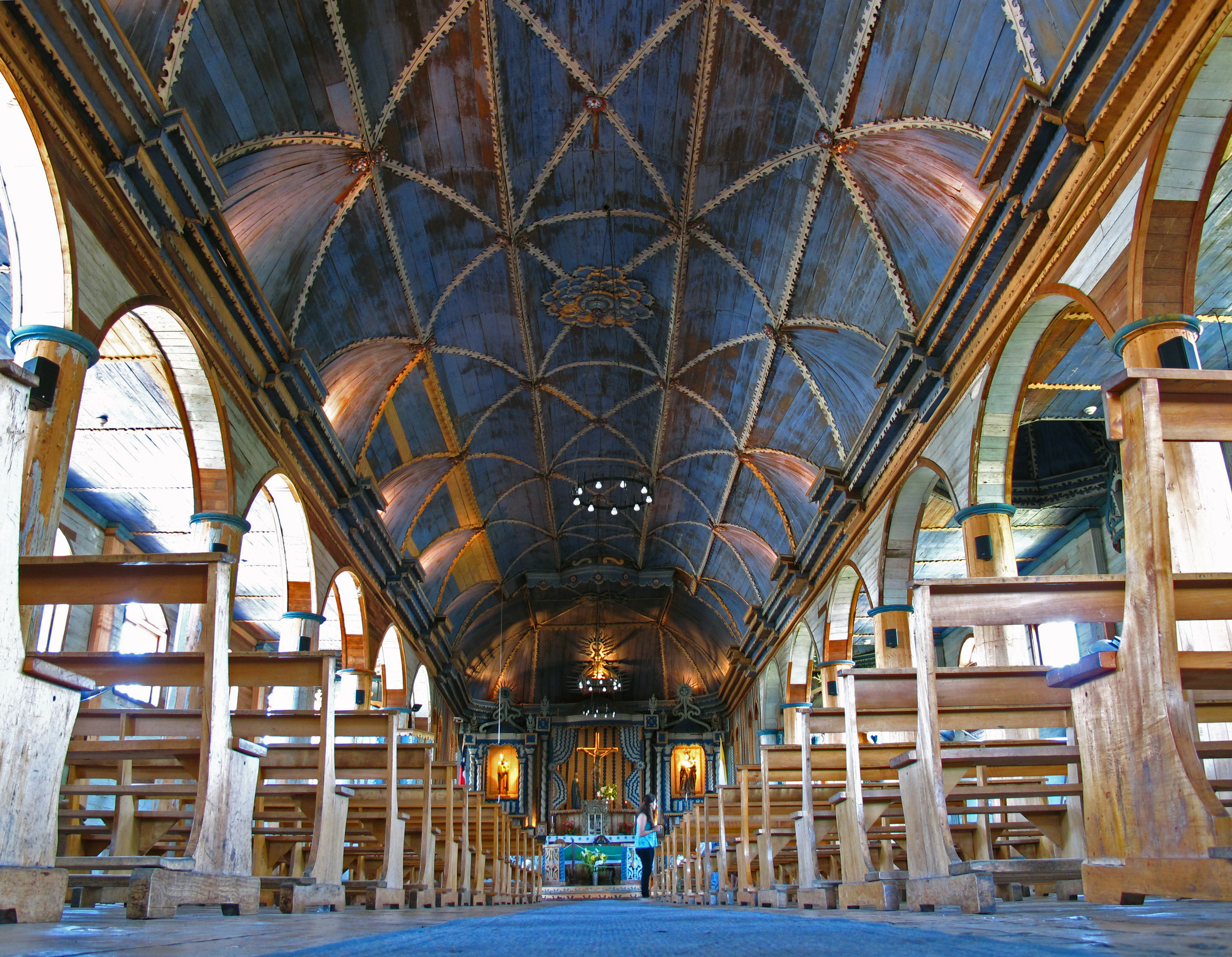
Kościół w Achao, wnętrze
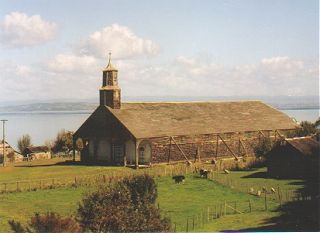
Kościół w Quinchao
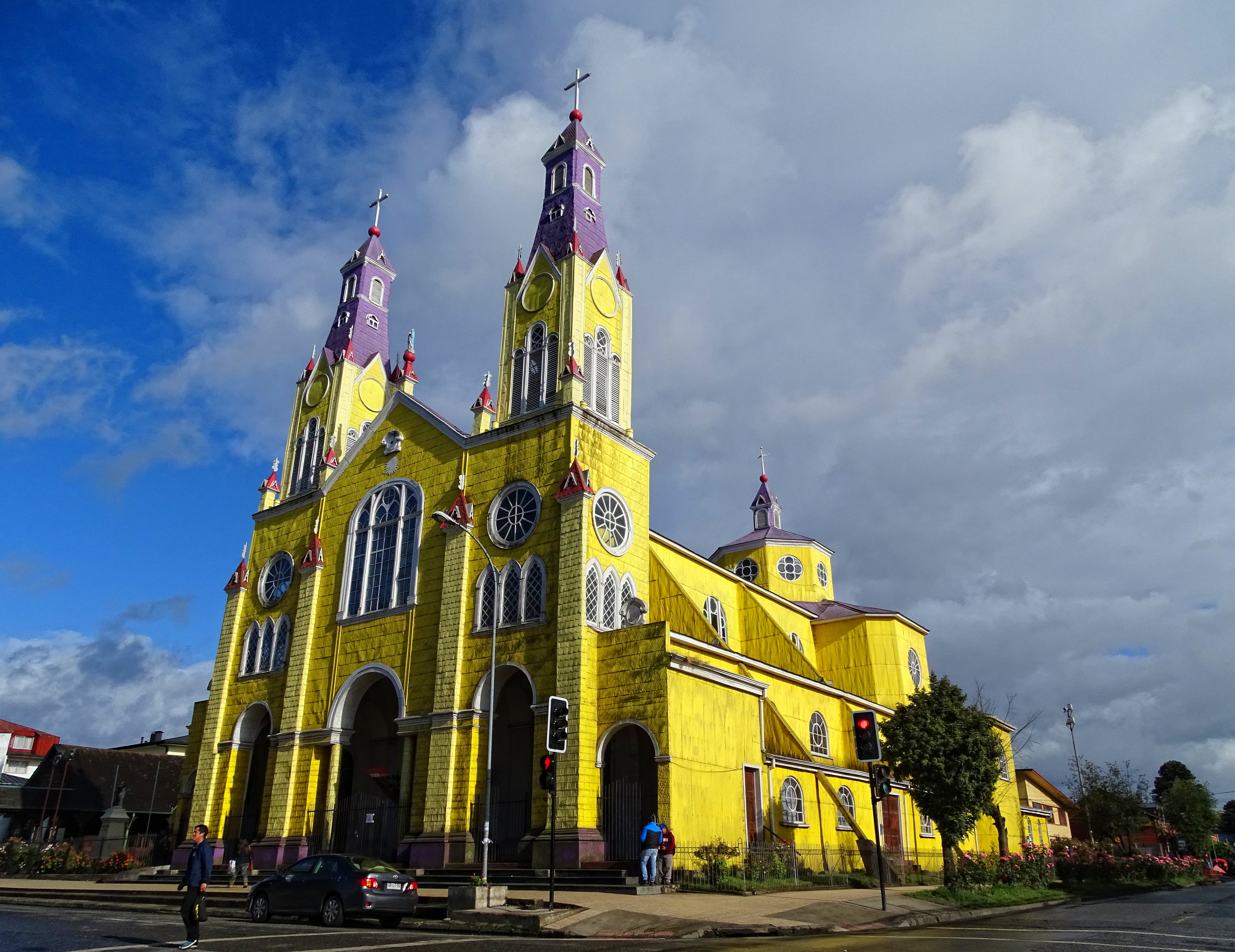
Kościół w Castro
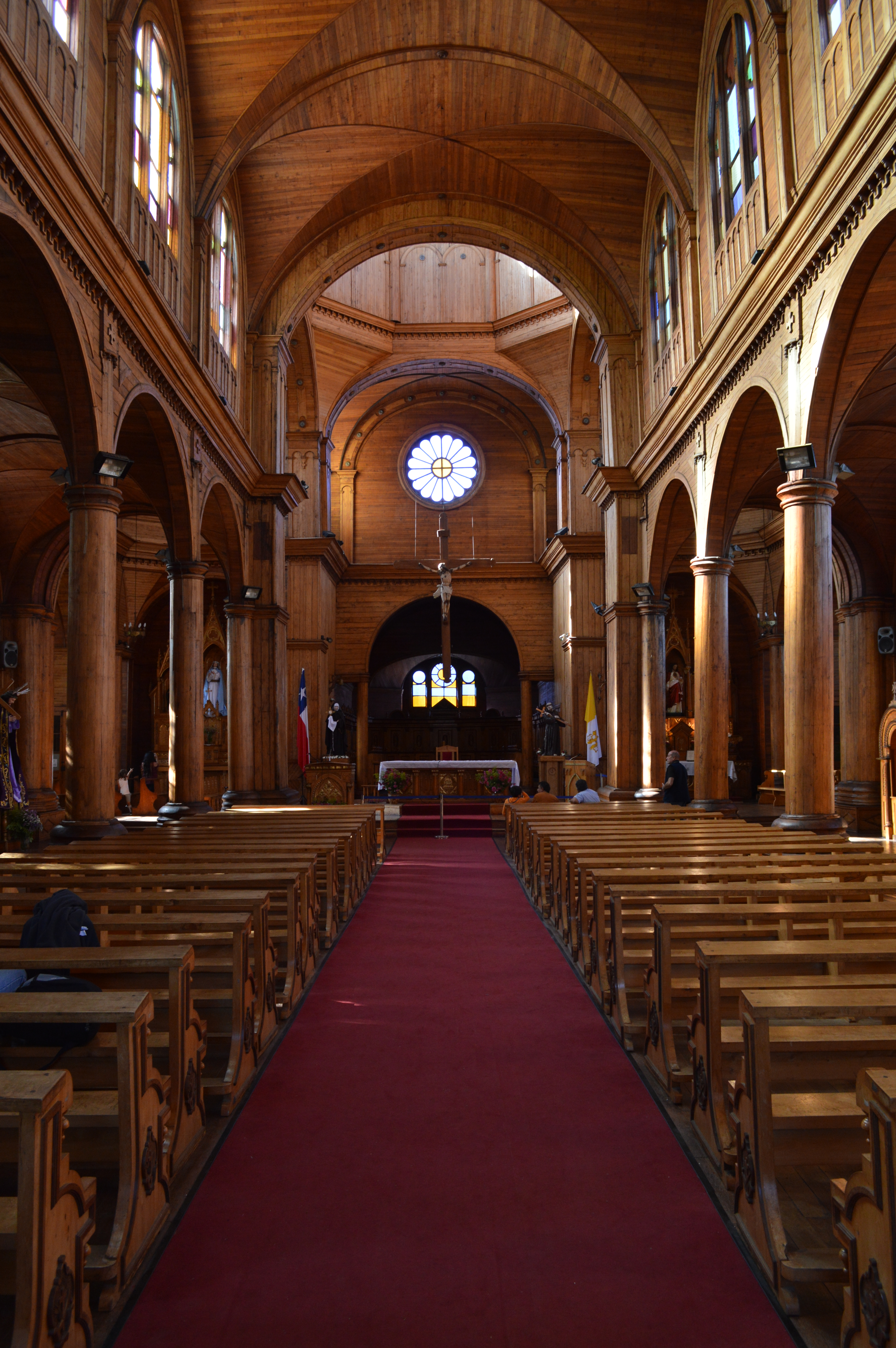
Kościół w Castro, wnętrze
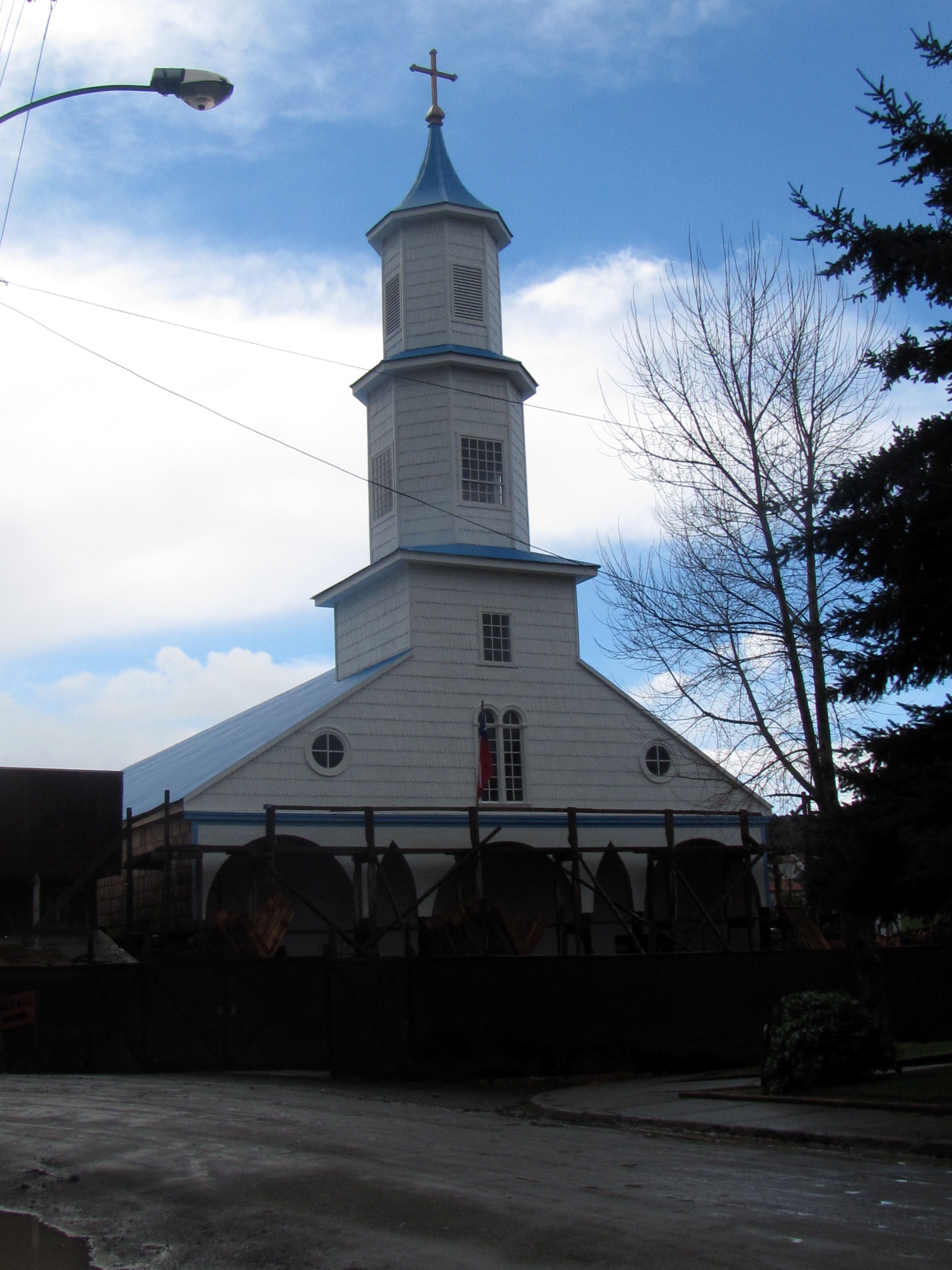
Kościół w Rilán
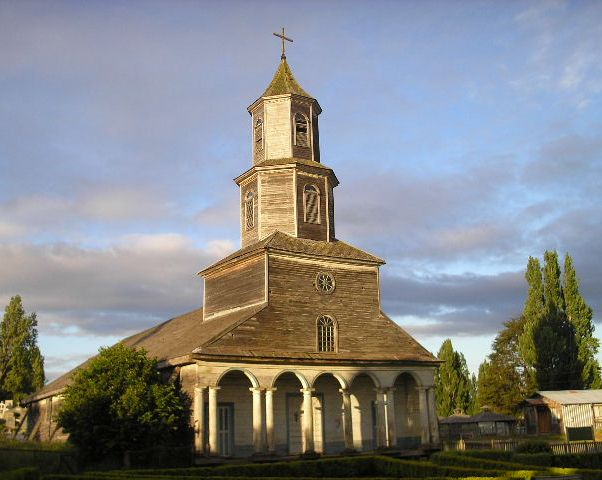
Kościół w Nercón
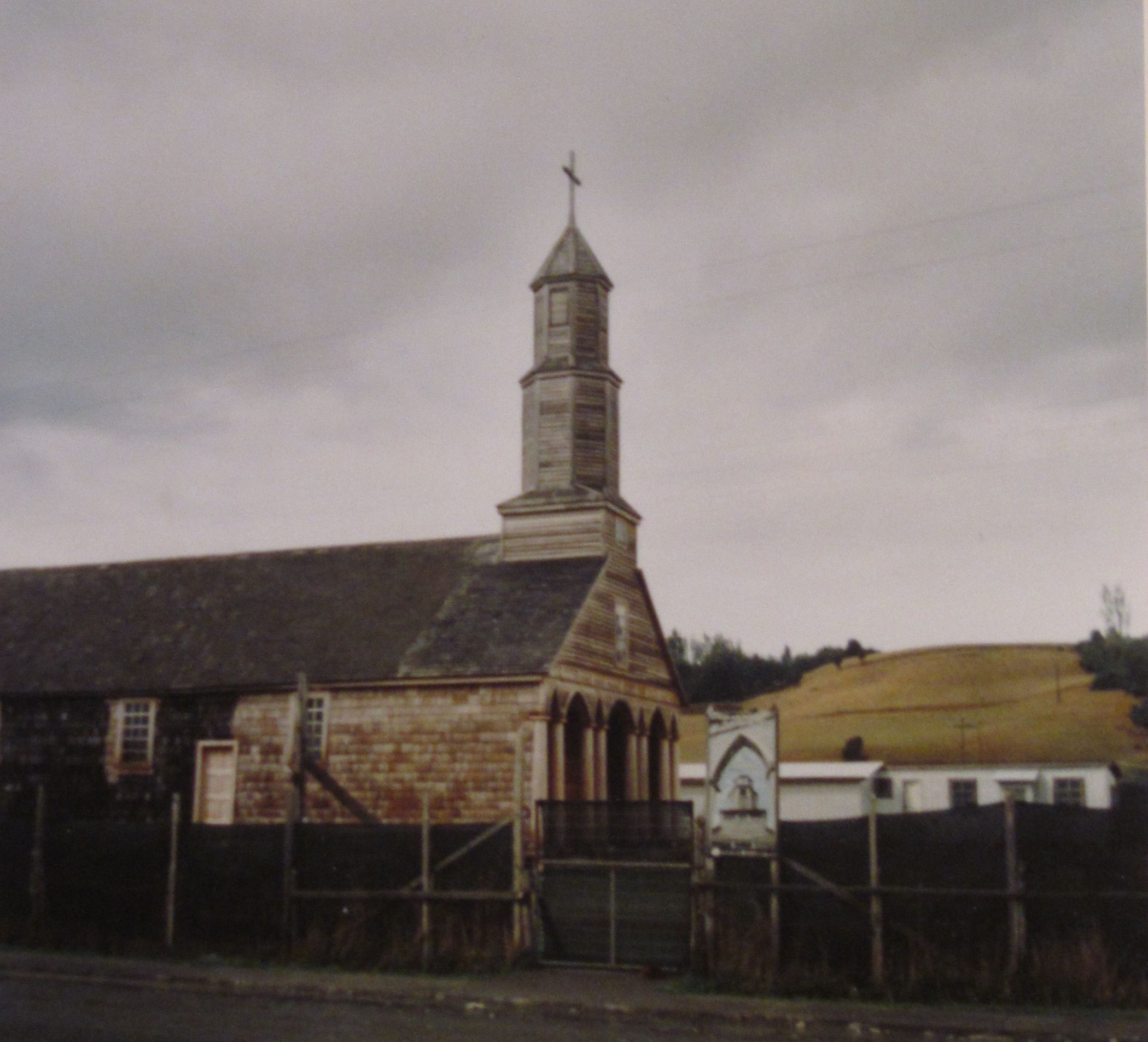
Kościół w Aldachildo
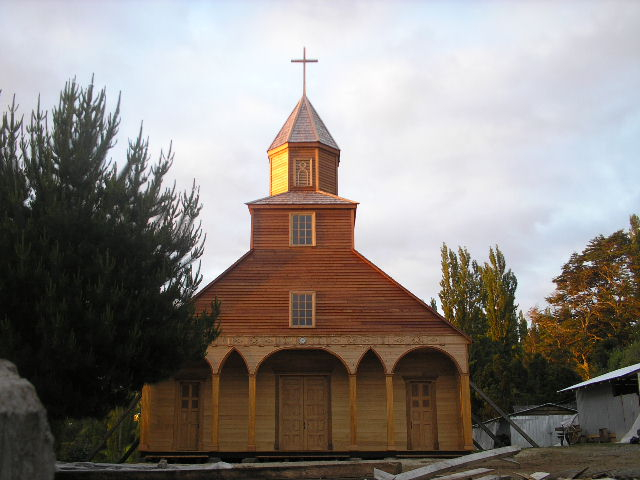
Kościół w Ichuac
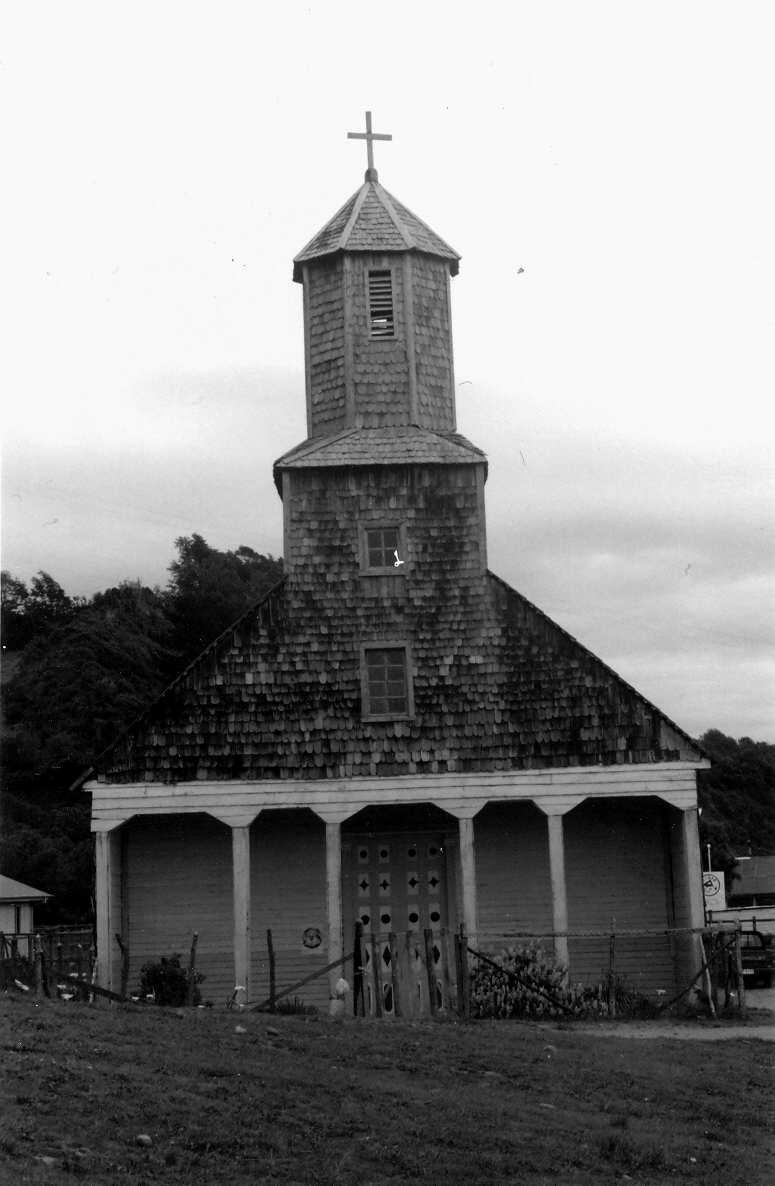
Kościół w Detif
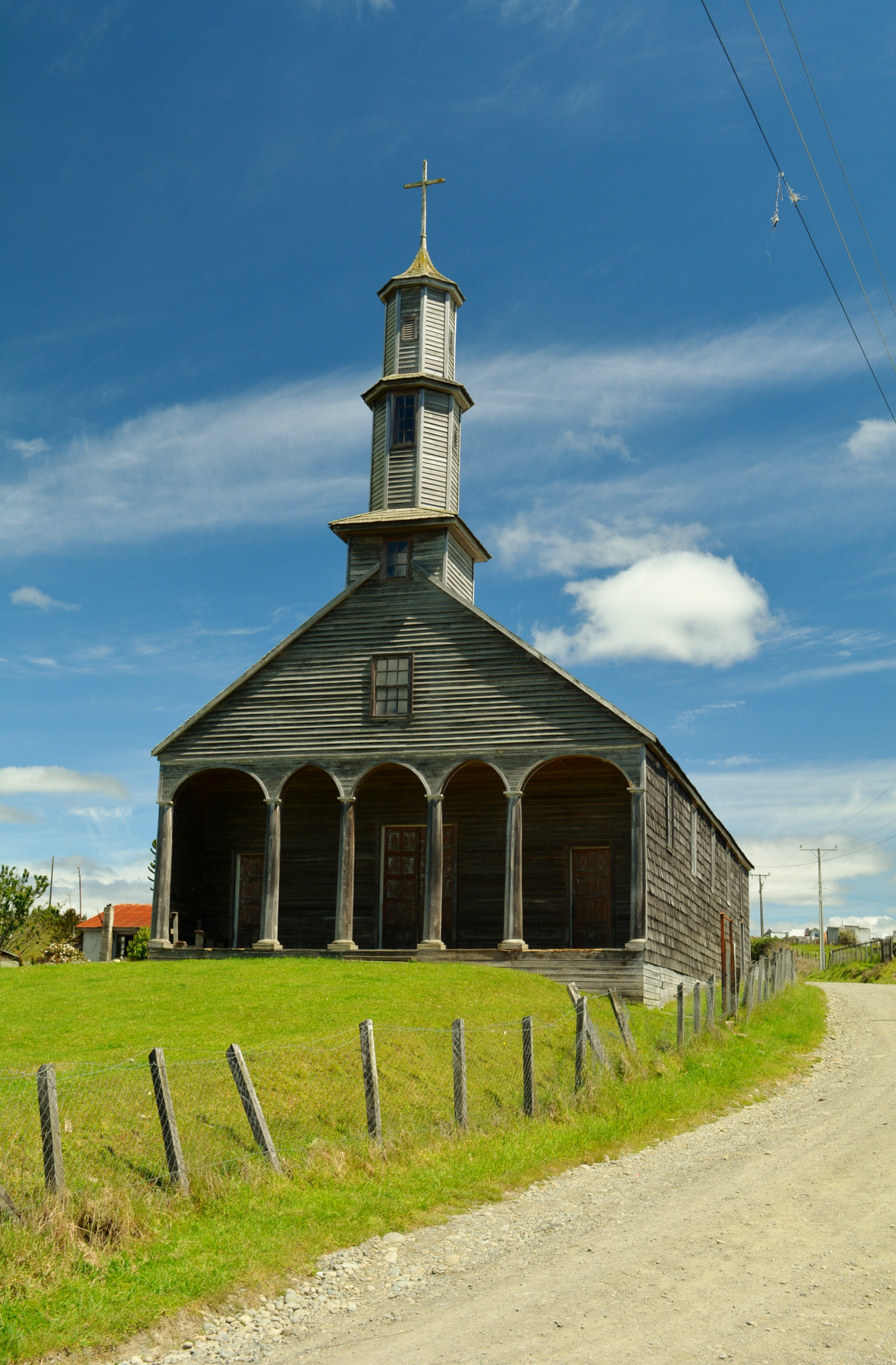
Kościół w Vilupulli
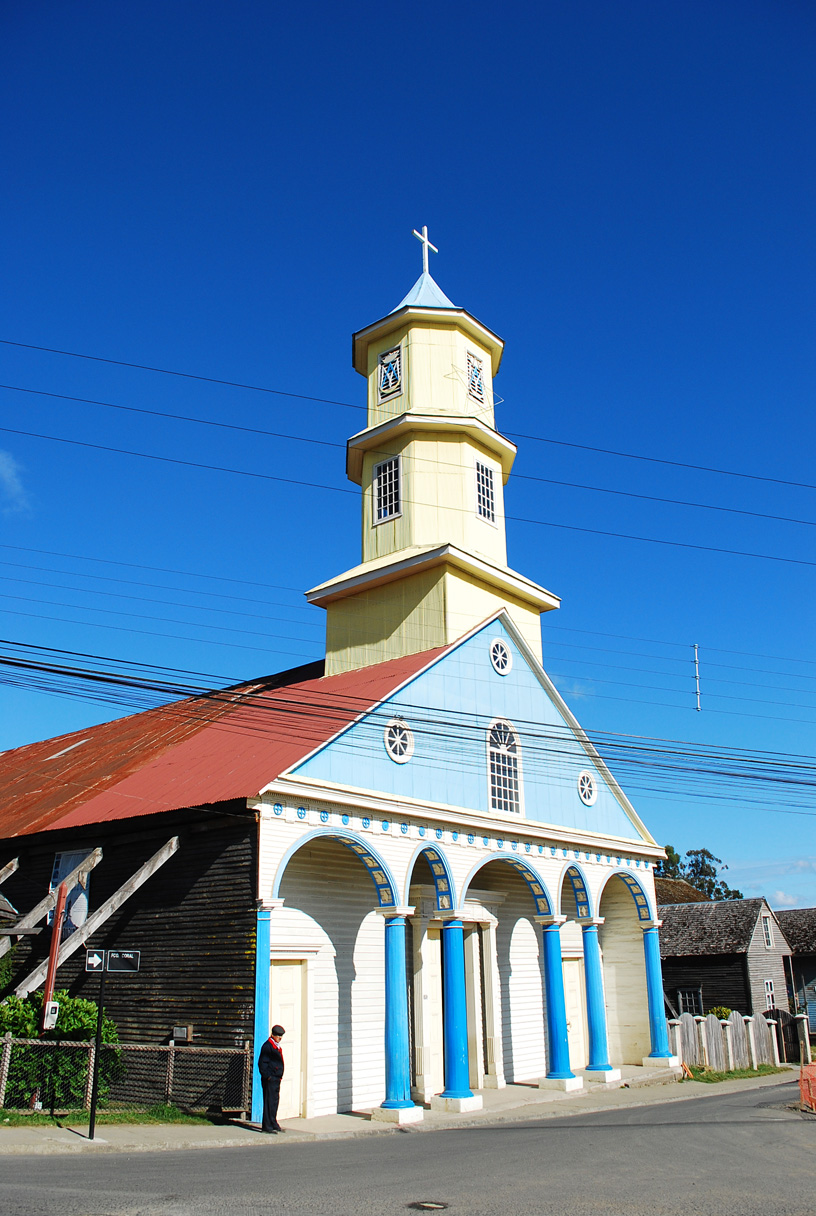
Kościół w Chonchi
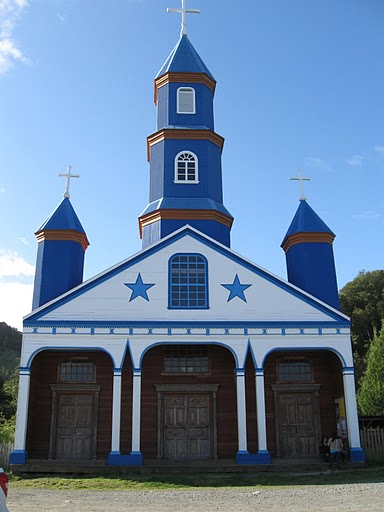
Kościół w Tenaún
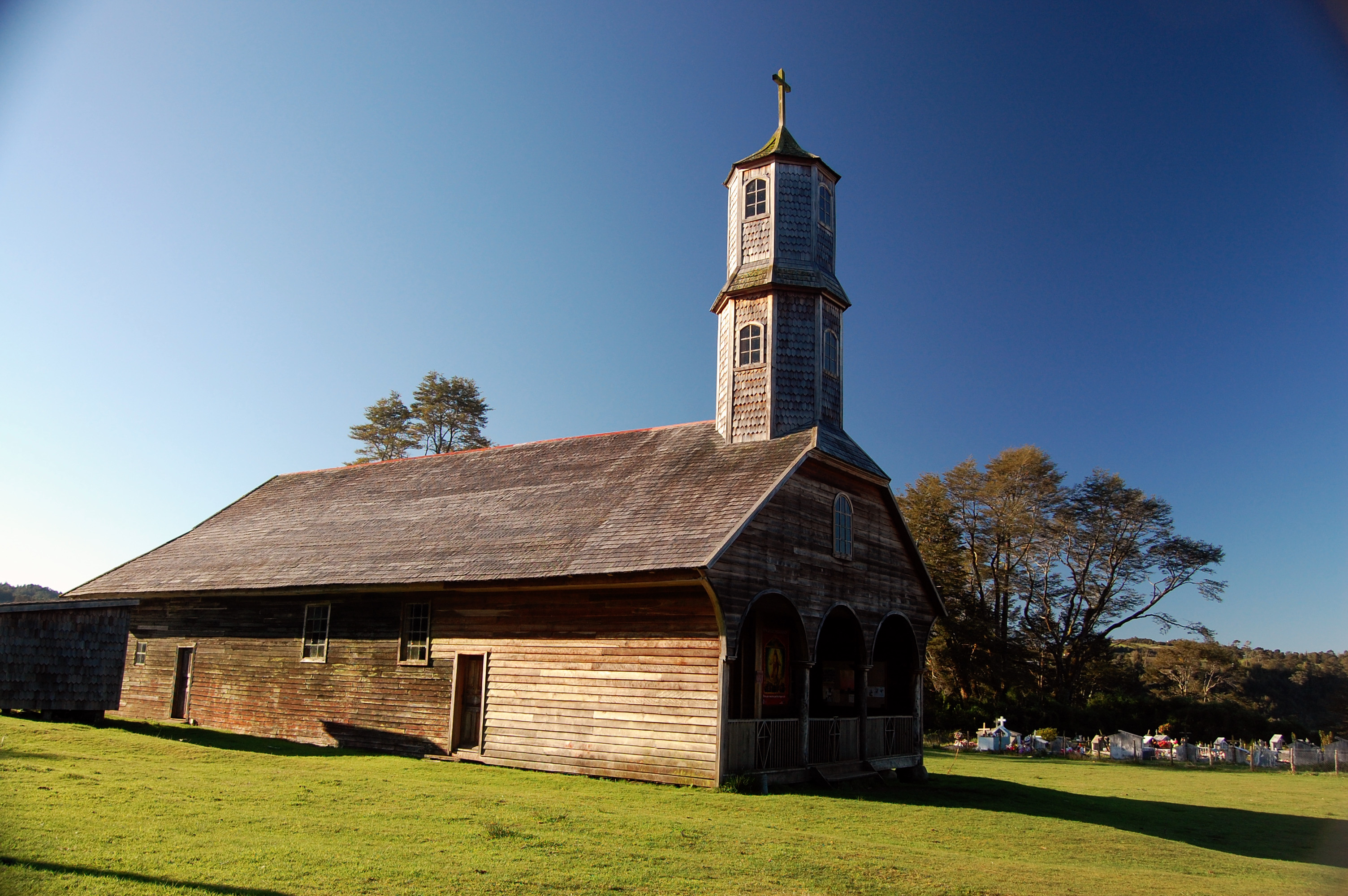
Kościół w Colo
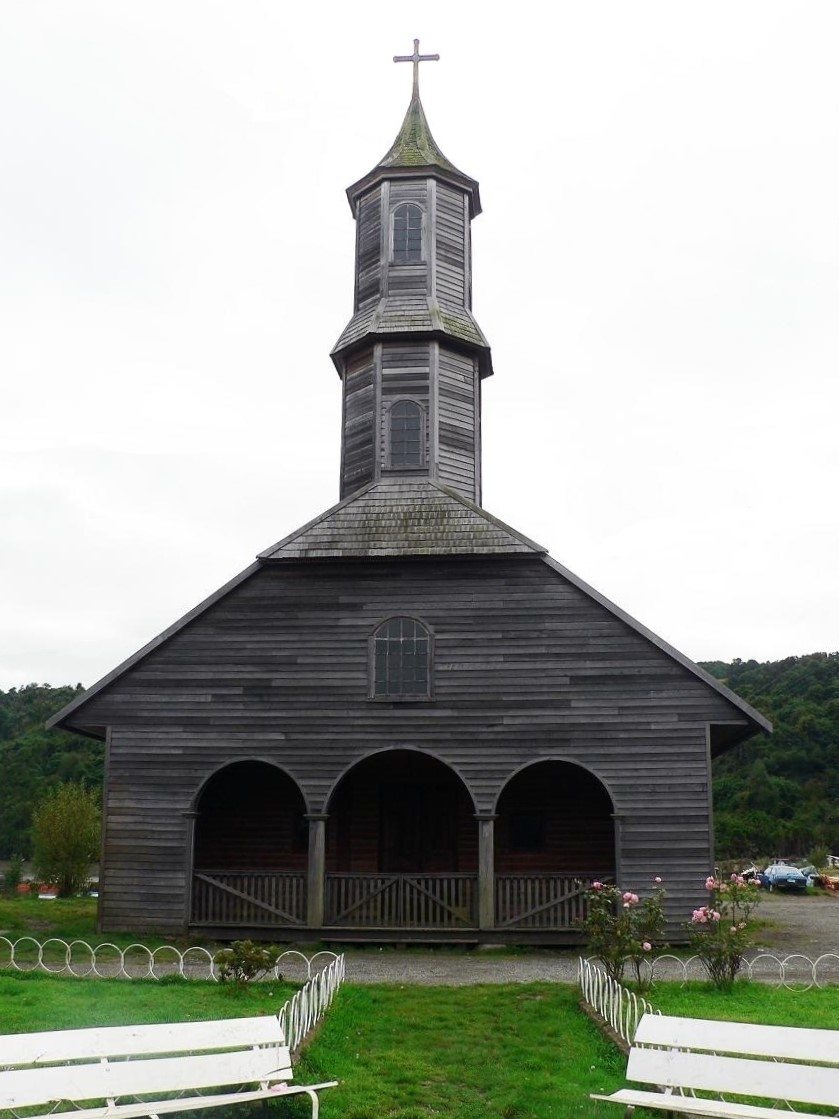
Kościół w San Juan
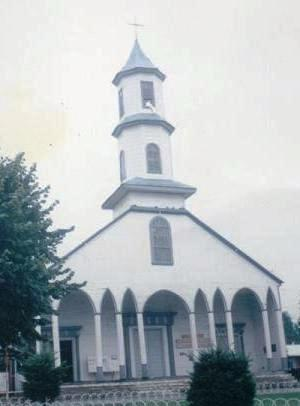
Kościół w Dalcahue
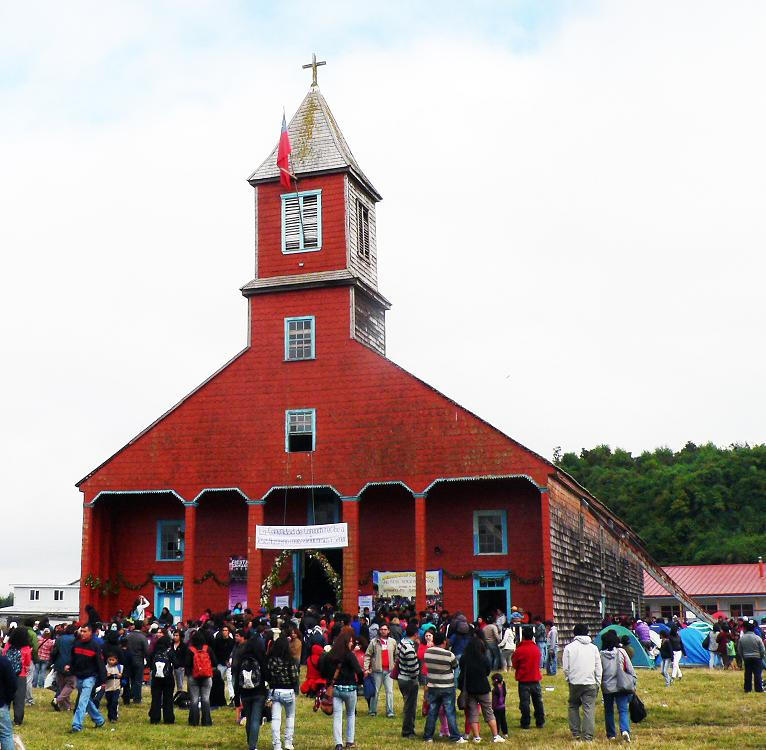
Kościół w Caguach